# 浅虫テレビ中継局
浅虫テレビ中継局（あさむしテレビちゅうけいきょく）は、青森県青森市に置かれているテレビ中継局である。

## 概要
- 当中継局は、青い森鉄道青い森鉄道線浅虫温泉駅東側に置かれ、浅虫地区へ電波を発射している。なお、ここでは久栗坂地区に置かれている久栗坂テレビ中継局についても併せて記述する。

## 浅虫テレビ中継局

### デジタルテレビ放送
| リモコン 番号 | 放送局名         | チャンネル 番号 | 空中線 電力 | ERP   | 偏波面   | 放送対象地域 | 放送区域 内世帯数 | 運用開始日      |
| ------------- | ---------------- | --------------- | ----------- | ----- | -------- | ------------ | ----------------- | --------------- |
| 1             | RAB 青森放送     | 44              | 50mW        | 240mW | 水平偏波 | 青森県       | 約600世帯         | 2009年 12月25日 |
| 2             | NHK 青森教育     | 48              | 50mW        | 240mW | 水平偏波 | 全国         | 約600世帯         | 2009年 12月25日 |
| 3             | NHK 青森総合     | 46              | 50mW        | 240mW | 水平偏波 | 青森県       | 約600世帯         | 2009年 12月25日 |
| 5             | ABA 青森朝日放送 | 40              | 50mW        | 240mW | 水平偏波 | 青森県       | 約600世帯         | 2009年 12月25日 |
| 6             | ATV 青森テレビ   | 42              | 50mW        | 240mW | 水平偏波 | 青森県       | 約600世帯         | 2009年 12月25日 |

- 所在地： 青森市浅虫字蛍谷（馬場山[2]、青い森鉄道青い森鉄道線浅虫温泉駅南東方）
- 放送エリア： 青森市の一部[2]（浅虫地区）
- 2009年9月15日に予備免許が交付され[3]、11月中旬に試験放送を開始[4]、12月24日に本免許が交付され、12月25日から本放送を開始した[1]。

### アナログテレビ放送
| チャンネル 番号 | 放送局名         | 空中線 電力          | ERP               | 偏波面   | 放送対象地域 | 放送区域 内世帯数 | 運用開始日     |
| --------------- | ---------------- | -------------------- | ----------------- | -------- | ------------ | ----------------- | -------------- |
| 50              | NHK 青森教育     | 映像500mW/ 音声125mW | 映像2W/ 音声510mW | 水平偏波 | 全国         | 約860世帯         | 1974年 11月2日 |
| 52              | NHK 青森総合     | 映像500mW/ 音声125mW | 映像2W/ 音声510mW | 水平偏波 | 青森県       | 約860世帯         | 1974年 11月2日 |
| 54              | RAB 青森放送     | 映像500mW/ 音声125mW | 映像2W/ 音声510mW | 水平偏波 | 青森県       | 約860世帯         | 1974年 11月1日 |
| 56              | ATV 青森テレビ   | 映像500mW/ 音声125mW | 映像2W/ 音声510mW | 水平偏波 | 青森県       | 約860世帯         | 1974年 11月1日 |
| 58              | ABA 青森朝日放送 | 映像500mW/ 音声125mW | 映像2W/ 音声510mW | 水平偏波 | 青森県       | 約860世帯         | -              |

- 所在地： デジタルテレビ中継局に同じ
- 2011年7月24日をもってすべて廃止された。

## 久栗坂テレビ中継局

### デジタルテレビ放送
| リモコン 番号 | 放送局名         | チャンネル 番号 | 空中線 電力 | ERP   | 偏波面   | 放送対象地域 | 放送区域 内世帯数 | 運用開始日     |
| ------------- | ---------------- | --------------- | ----------- | ----- | -------- | ------------ | ----------------- | -------------- |
| 1             | RAB 青森放送     | 44              | 50mW        | 720mW | 水平偏波 | 青森県       | 474世帯           | 2012年 12月1日 |
| 2             | NHK 青森教育     | 48              | 50mW        | 720mW | 水平偏波 | 全国         | 474世帯           | 2012年 12月1日 |
| 3             | NHK 青森総合     | 46              | 50mW        | 720mW | 水平偏波 | 青森県       | 474世帯           | 2012年 12月1日 |
| 5             | ABA 青森朝日放送 | 40              | 50mW        | 720mW | 水平偏波 | 青森県       | 474世帯           | 2012年 12月1日 |
| 6             | ATV 青森テレビ   | 42              | 50mW        | 720mW | 水平偏波 | 青森県       | 474世帯           | 2012年 12月1日 |

- 所在地： 青森市久栗坂字山辺（青森市立久栗坂小学校東方高地）
- 放送エリア： 青森市久栗坂地区[8]
- 当初デジタルテレビ中継局は非該当であったため、2011年7月24日のアナログ放送終了をもって一旦廃止されたが、デジタルテレビ放送の受信環境改善のため、2012年10月16日に予備免許交付、11月1日から試験放送開始[9]、11月28日に本免許交付、12月1日から本放送を開始した[1]。なお、久栗坂デジタルテレビ中継局は、青森県内では、テレビ放送の完全デジタル化後としては、細越中継局に次いで2番目のデジタル中継局、一旦廃止されたテレビ中継局が再開するのは、初のケースとなった。青森朝日放送は、デジタル新局として開局した。

### アナログテレビ放送
| チャンネル 番号 | 放送局名       | 空中線 電力          | ERP                  | 偏波面   | 放送対象地域 | 放送区域 内世帯数 | 運用開始日     |
| --------------- | -------------- | -------------------- | -------------------- | -------- | ------------ | ----------------- | -------------- |
| 50              | NHK 青森教育   | 映像500mW/ 音声125mW | 映像1.15W/ 音声290mW | 水平偏波 | 全国         | 510世帯           | 1973年 9月20日 |
| 52              | NHK 青森総合   | 映像500mW/ 音声125mW | 映像1.15W/ 音声290mW | 水平偏波 | 青森県       | 510世帯           | 1973年 9月20日 |
| 54              | RAB 青森放送   | 映像500mW/ 音声125mW | 映像1.15W/ 音声290mW | 水平偏波 | 青森県       | 510世帯           | 1981年 1月21日 |
| 56              | ATV 青森テレビ | 映像500mW/ 音声125mW | 映像1.15W/ 音声290mW | 水平偏波 | 青森県       | 510世帯           | 1981年 1月21日 |

- 所在地： デジタルテレビ中継局に同じ
- 2011年7月24日をもってすべて廃止された。なお、ABAにはチャンネルが割り当てられていなかった。